# 2825 Крозби
2825 Крозби (2825 Crosby) је астероид главног астероидног појаса чија средња удаљеност од Сунца износи 2,245 астрономских јединица (АЈ).
Апсолутна магнитуда астероида је 13,4.